# Inside Out (canção de Britney Spears)
"Inside Out" é uma canção da cantora americana Britney Spears, contida em seu sétimo álbum de estúdio, Femme Fatale, lançado em 2011. Composta e produzida por Dr. Luke, Billboard e Max Martin, com auxílio na composição, por Jacob Kasher Hindlin e Bonnie McKee, foi apresentada inicialmente por Spears e Dr. Luke através da conta oficial do último no SoundCloud, em fevereiro de 2011. Semanas antes da distribuição do disco, a música foi divulgada na íntegra pela internet, de modo ilegal, juntamente com outra canção, "(Drop Dead) Beautiful". Em agosto daquele mesmo ano, ambas as obras estiveram em uma votação aberta aos fãs para decidir qual deveria ser lançada como o quarto single do álbum, mas acabaram perdendo para "Criminal".
Em termos musicais, trata-se de uma faixa do gênero electropop que incorpora elementos de dubstep e R&B, tendo sido comparada pela crítica aos trabalhos anteriores de Spears em In the Zone (2003) e Circus (2008), assim como aos materiais de Madonna. Liricamente, foi descrita como uma "música sensual [sobre o] rompimento [de um relacionamento]", enquanto certos versos fazem alusão aos primeiros singles da carreira de Spears, nomeadamente "...Baby One More Time" (1998) e "(You Drive Me) Crazy" (1999). "Inside Out" recebeu revisões geralmente positivas da mídia especializada, a qual elogiou a sua produção considerada "complexa". Apesar de não ter tido nenhum lançamento comercial em especial, a música conseguiu entrar na 59ª posição da tabela sul-coreana Gaon Music Chart, graças às 7 222 cópias digitais vendidas no país.

## Antecedentes
"Inside Out" foi composta inicialmente por Jacob Kasher Hindlin e Bonnie McKee, enquanto a produção ficou a cargo de Dr. Luke, Max Martin e Billboard, que também colaboraram em composições adicionais. Spears e Dr. Luke revelaram, em 19 de fevereiro de 2011, um pequeno trecho da música através da conta oficial do último no SoundCloud.
Especulou-se que a canção seria o segundo single do álbum; todavia, a informação foi posteriormente negada com a divulgação ilegal de "Till the World Ends" na Internet em 3 de março de 2011, cuja lançamento ocorreu no dia seguinte ao ocorrido. Na semana subsequente, a faixa vazou on-line na íntegra, juntamente com "(Drop Dead) Beautiful", também inclusa em Femme Fatale.
Em 5 de agosto, a cantora realizou uma enquete em sua página no Facebook, na qual perguntava a seus fãs qual canção deveria ser utilizada como quarto single na promoção do disco: "Criminal", "Inside Out" ou "(Drop Dead) Beautiful". Depois dos MTV Video Music Awards de 2011, ela anunciou à MTV News que "Criminal" fora escolhida.

## Composição
"Inside Out" é uma canção electropop de andamento mediano que incorpora elementos de dubstep e R&B, complementados pelo uso de "sintetizadores estremecedores", na definição do crítico Parker Bruce. Liricamente, a "sensual música de rompimento", como descrita por Jocelyn Vena da MTV, inicia-se com Spears cantando: "Você disse que estaria aqui em um minuto / Estou sentada na frente do espelho me arrumando / Tenho que ficar o mais bonita possível, já que vamos terminar / Posso te ouvir batendo na porta / E eu sei exatamente para que veio / Tento me despedir, mas o clima está quente e forte."
Enquanto o casal demonstra estar à beira de separar-se, a tensão sexual que ainda permanece entre os dois ressurge, sendo perceptível nos versos: "Você... me toca e isso me desmorona / Estou lhe dizendo, vamos esquecer disso e nos deitar." Durante o refrão, a artista entoa: "Então, venha / Você não me deixará algo como recordação? / Baby, cale a boca e me vire do avesso." Seguido pelas linhas "Mexa comigo mais uma vez, é tão incrível" e "Você é o único que conseguiu me deixar louca", das quais fazem referências aos primeiros singles da carreira da intérprete, "...Baby One More Time" (1998) e "(You Drive Me) Crazy" (1999). A melodia foi elogiada por sua produção complexa e comparada aos trabalhos anteriores de Spears em In the Zone (2003) e Circus (2008). Os críticos também enxergaram semelhanças às faixas dos discos Ray of Light (1998) e Music (2000), de Madonna.

## Crítica profissional

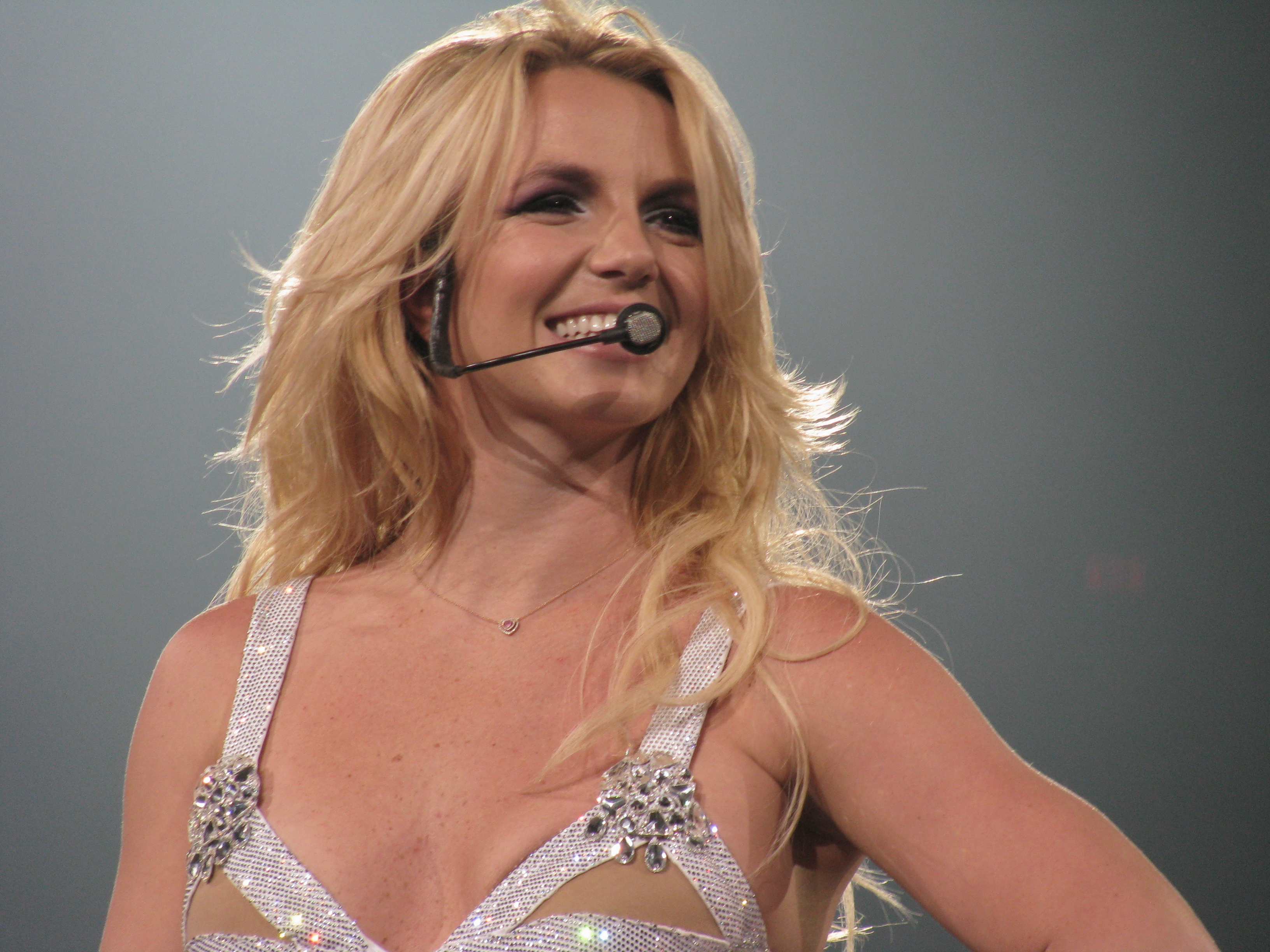
Britney Spears, durante a promoção do álbum Femme Fatale.

Robert Copsey, do Digital Spy, observou que as "dez restantes faixas [de Femme Fatale] seguem a mesma tendência [dos dois primeiros singles do disco]", analisando o conteúdo lírico de "Inside Out" como "evidentemente sacana" e prezando "a repartição muito bem-vinda de piano". David Buchanan, do portal Consequence of Sound, também concordou que "as [duas primeiras] faixas lançadas são tão contagiantes quanto 'Inside Out'" e que "Spears volta ao básico vocalmente, e a 2011 sonoramente".
Genevieve Koski, do jornal The A.V. Club, comentou em sua resenha de Femme Fatale que "canções como a obscura e furtiva 'Inside Out', a hiper-euro cativante 'Till The World Ends' e a estranha digressão de flauta presente em 'Criminal' adicionam textura às incansáveis ondas de sintetizadores e ao som de Miami [contidos no disco]." Escrevendo para o periódico The Guardian, Alexis Petridis acentuou que a obra era uma das canções do álbum a apresentar fortes influências de dubstep, mas que, ao contrário da "eletrizante" "Hold It Against Me", "Inside Out" se mostrava de forma "oscilante" de um jeito negativo, durante as demonstrações do "ritmo mediante patente do gênero".
Keith Caufield, da revista Billboard, viu "Inside Out" como uma "escolha facilmente natural para terceiro single de Femme Fatale". Hannah Rishel, da gazeta The Daily Collegian, relatou que em geral a faixa não conseguia prender a sua atenção: "Se eu a ouvisse na rádio, provavelmente mudaria de estação." Thomas Conner, do Chicago Sun-Times, também foi negativo em sua crítica, definindo-a como uma "fraca música de tempo médio", juntamente com "Criminal".

## Créditos
Lista-se abaixo os profissionais envolvidos na elaboração de "Inside Out", de acordo com o encarte do álbum Femme Fatale:
| - Britney Spears: vocal principal - Dr. Luke: composição, produção, instrumentos e programação - Jacob Kasher Hindlin: composição - Billboard: composição, produção, instrumentos e programação - Max Martin: composição, produção, instrumentos e programação - Bonnie McKee: composição, vocais de apoio - Serban Ghenea: mistura | - Emily Wright: engenharia, edição vocal - Matt Beckley: engenharia - Sam Holland: engenharia - Tatiana Gottwald: assistente de engenharia - Tim Roberts: assistente de engenharia de mixagem - Irene Richter: coordenação de produção - Clint Gibbs: coordenação de produção |

## Desempenho nas tabelas musicais
Após o lançamento de Femme Fatale, em março de 2011, "Inside Out" estreou na quinquagésima nona colocação da tabela sul-coreana Gaon Music Chart, encerrando a semana com cerca de 7,222 de unidades digitais vendidas no país.
| Tabela musical (2011)            | Melhor posição |
| -------------------------------- | -------------- |
| Coreia do Sul (Gaon Music Chart) | 59             |